# Touhami Abdouli
Touhami Abdouli (arabe : التوهامي عبدولي), né le 1er mars 1969 à Sousse, est un universitaire et homme politique tunisien.
Il est secrétaire d'État chargé des Affaires européennes, auprès du ministre des Affaires étrangères Rafik Abdessalem, au sein du gouvernement Hamadi Jebali, puis secrétaire d'État chargé des Affaires arabes et africaines, auprès de Taïeb Baccouche, au sein du gouvernement Habib Essid.

## Biographie

### Études
En 2000, Touhami Abdouli sort diplômé de l'université de La Manouba avec un doctorat en philosophie,.

### Carrière professionnelle
Abdouli devient professeur de culture anthropologique (philosophie) à la faculté des arts et humanités de l'université de Sousse. Il est membre de la direction et principal conseiller du président de l'université Euro-Méditerranée de Slovénie. À partir de 2007, il devient directeur de promotion à la Link Compus University de Rome (Italie). Il est également professeur invité dans plusieurs institutions universitaires autour du monde comme l'Institut d'études de la culture musulmane à Londres (Royaume-Uni), la faculté des arts de l'université de Damas (Syrie) ou encore l'Institut de cultures asiatiques de l'université Sophia de Tokyo (Japon).
Entre 2001 et 2003, il est membre de l'Association japonaise pour les études moyen-orientales et est élu en 2008 comme président de l'Organisation pour la promotion de la Méditerranéenne et de la science (MOPS), en Norvège. Il fonde la même année une association d'humanités à Sousse (Tunisie). En 2009, il devient membre du comité de rédaction du Journal international d'études méditerranéennes en Slovénie.
À partir de 2008, il participe à plusieurs groupes de recherche, comme « Islam unique, multiple et religions comparées », « Jurisprudence et statut personnel » et « Interférences des sciences ».

### Carrière politique
Après la chute du régime de Zine el-Abidine Ben Ali lors de la révolution, il intègre en décembre 2011 le gouvernement de Hamadi Jebali comme secrétaire d'État chargé des Affaires européennes, auprès du ministre des Affaires étrangères Rafik Abdessalem,.
Membre du bureau politique d'Ettakatol, il annonce sa démission le 11 juillet 2013 puis fonde son propre parti, le Mouvement national tunisien. Il est élu à l'Assemblée des représentants du peuple lors des élections du 26 octobre 2014 en tant que représentant de la coalition du Front national du salut.
Le 23 janvier 2015, il est nommé au poste de secrétaire d'État chargé des Affaires arabes et africaines dans le gouvernement de Habib Essid, qu'il quitte le 12 janvier 2016.
Dans un statut partagé le 4 novembre 2019 sur Facebook, Touhami Abdouli insulte la journaliste Sameh Mefteh, qui décide de l'attaquer en justice pour diffamation,,.
Il devient ensuite directeur général de la Fondation culturelle koweïtienne d'Abdelaziz Saud Al-Babtain (en).

## Ouvrages
- The Prophet Abraham in the Arab Islamic Culture (2001)[11]
- Monarchy and Society in Morocco (2003)[11]
- The Crisis of the Religious Knowledge (2006)[11]
- Islam of Kurds (2010)[11]
- From the Politicized to the Rationalized Union for the Mediterranean (2014)[11]